# Santos Lugares (Tres de Febrero)
Santos Lugares es una localidad argentina en el sudeste del partido de Tres de Febrero, que se ubica en la Zona Oeste del Gran Buenos Aires en la provincia homónima.
A más de dos kilómetros de Ciudad Autónoma de Buenos Aires, Santos Lugares, cuenta con más de 19.000 habitantes (2022), con más de 400 años de historia registrada y personajes públicos reconocidos en el ámbito nacional como Ernesto Sabato, Ricardo Chofa Moreno, El Pepo, Marcelo Ceberio, Javier Bustillos, entre otros.  
En el barrio también se encuentran establecimientos conocidos como la Iglesia de Nuestra Señora de Lourdes o la Casa Museo Ernesto Sabato. La ciudad limita con Villa Lynch, Caseros, Sáenz Peña y Villa Raffo, además, dispone de dos estaciones de trenes, la primera: Estación Santos Lugares, desemboca directamente en el barrio y la segunda: Estación Lourdes, la cual esta a tan solo dos cuadras de una de sus avenidas principales, Avenida Papa Francisco (ex Avenida La Plata). La primera estación esta a tan solo 3 cuadras de la Escuela Técnica N°1: Manuel Belgrano, fundada en el año 1936 y establecida en el año 1981. 

## Historia
Si bien ya hay registros de cesión de tierras en esta zona desde 1617, puede marcarse como el comienzo de la historia de la localidad el mes de agosto de 1850. En este mes Manuel Lynch compra las tierras y las alquila a productores de verduras y forrajes para la cercana ciudad de Buenos Aires. Apenas 2 años más tarde se desarrolla la batalla de Caseros, en parte sobre estas tierras. Medio siglo después, tras algunos problemas sucesorios y de mensura, Carlos Mayobre -heredero de los Lynch- comienza a vender estas tierras a quienes finalmente lotearían los terrenos.
El loteo comenzó en 1900, en lo que hoy se conoce como Villa Excélsior, el proceso continúa con inusual éxito en los años subsiguientes. Se inaugura en junio de 1920 la Cruz Roja Argentina Filial Santos Lugares en la calle Severino Langeri brindando socorro y asistencia al barrio. Esta institución hizo ilustre a grandes médicos como Ceraso (el cual tiene su calle en la misma localidad), Carbone (el cual también tiene su calle) entre otros tan importantes.
La inauguración de estaciones de ferrocarril fue desde siempre un gran impulsor de la población en los alrededores de la ciudad de Buenos Aires. En este sentido Santos Lugares fue un lugar privilegiado, ya que cuenta con dos líneas de ferrocarril que pasan por el lugar: la estación Lourdes del ferrocarril Urquiza; y la estación Santos Lugares del ferrocarril Buenos Aires al Pacífico (hoy ferrocarril San Martín). La estación Lourdes fue la primera en inaugurarse, lo que ocurrió en 1908 tras tres años de construcción. La estación Santos Lugares fue inaugurada en 1910, sobre tierras donadas por Pablo Giorello, uno de los primeros propietarios del lugar. Originalmente se la denominó Lacroze y luego La Villa, el nombre actual lo tomó en 1918.
El lugar creció rápidamente por sus buenos accesos y cercanía a la Capital Federal. En 1907 se inaugura la primera escuela del lugar. Un año más tarde se crean una Sociedad de Fomento y una Sociedad Mutualista Italiana, impulsada por los inmigrantes italianos, quienes eran mayoría en la zona. En 1920 fue construida la Casa Museo Ernesto Sabato, (que aún no era museo) la cual fue el hogar del escritor argentino Ernesto Sabato, junto a su mujer Matilde, desde 1945 hasta su fallecimiento, el 30 de abril de 2011; y donde se criaron sus hijos. Desde 2016, la calle donde está ubicada la casa fue renombrada Ernesto Sábato en su honor.Actualmente se encuentra restaurada y pintada en colores blanco y madera, baldosas blancas, tratando de respetar la fisonomía que tuvo. Por dentro paredes y muebles blancos y algunos detalles bordó en cajones y manijas. Junto a la puerta se encuentra el perchero de pie con el piloto y el sombrero que acostumbraba a utilizar el escritor.
En 1922 comienza la construcción de la Basílica de Lourdes, lugar de referencia del barrio. Las líneas de colectivo comienzan a funcionar en 1930. En el año 1933, los vecinos del barrio se reunieron en el club Club José Félix Uriburu con el propósito de constituir la Provincia de Santos Lugares, finalmente, esto no pudo ser llevado a cabo. En 1941, el ajedrecista Gideon Ståhlberg llevó a cabo 400 partidas de ajedrez en simultáneo en la institución Institución Domingo Faustino Sarmiento de Avenida de La Plata, allí ganó 362 partidas y la Federación Argentina de Ajedrez le otorgó el récord a nivel mundial de partidas simultáneas.
El 14 de mayo de 1968, por iniciativa del Club Rotario de San Martín, se funda en esta localidad el Club Rotario de Santos Lugares. En su 45 años de vida ha prestado múltiples servicios a su comunidad: becas estudiantiles, apoyo a hospitales y escuelas públicas, siendo su aporte de mayor envergadura la construcción de un Centro de Formación Laboral para jóvenes y adolescentes con capacidades diferentes.
El 19 de septiembre de 2014, a tres años del fallecimiento de Ernesto Sabato, su casa-museo fue abierta al público. Se trata de un museo vivo destinado al encuentro con el escritor y los espacios donde escribía.La locación se encuentra en la calle Ernesto Sábato 3135.

## Toponimia

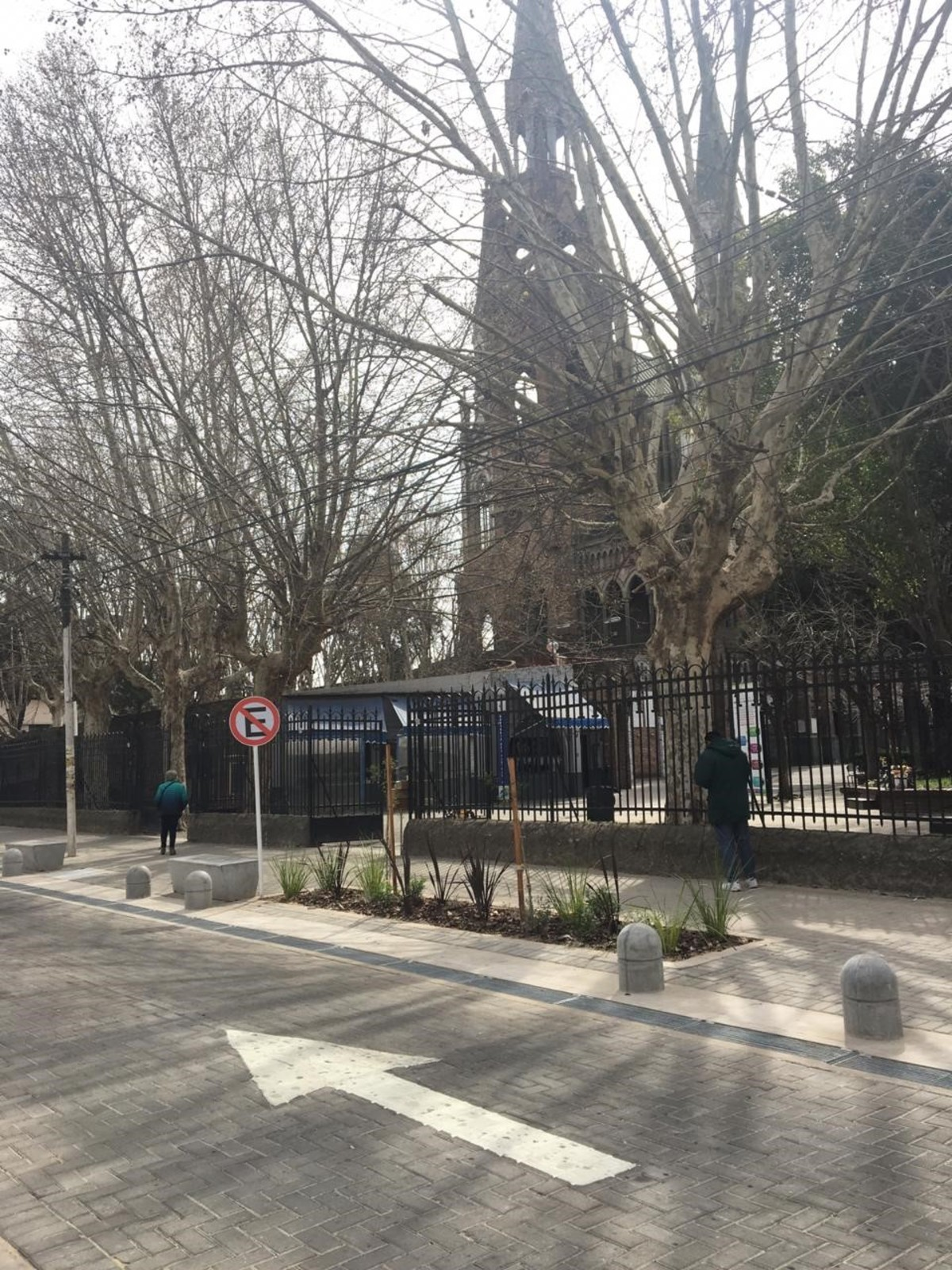
Iglesia de Nuestra Señora de Lourdes, desde la calle Avenida Papa Francisco (ex Avenida La Plata).

Existe una versión que indica que el nombre proviene del hecho de encontrarse restos humanos, posiblemente de los caídos en la Batalla de Caseros, al excavarse para realizar los cimientos de las primeras casas y en el lugar donde posteriormente se alzaría la Basílica de Lourdes.
Usualmente se confunde con Santos Lugares de Rosas, que fue el nombre que recibieron a mediados del siglo XIX las tierras que conformaron el Partido de General San Martín y por extensión las del Partido de Tres de Febrero, ya que hasta 1959 estuvo bajo la jurisdicción del primero.
El centro geográfico de la ciudad es en la intersección de la Avenida de La Plata y la Avenida Rodríguez Peña. Pero la principal calle de esta localidad es Avenida Papa Francisco, en donde se encuentran numerosos locales de venta de ropa, negocios, kioscos, bares, la Iglesia de Nuestra Señora de Lourdes, librerías, jugueterías y empresas entre otros.

## Clima
El clima es pampeano. Presenta veranos cálidos-calurosos e inviernos frescos, precipitaciones suficientes y en algunas ocasiones fuertes generando inundaciones; y vientos predominantes del este y del noreste, como en el resto de la parte noreste de la provincia de Buenos Aires.
| Parámetros climáticos promedio de Santos Lugares, BA | Parámetros climáticos promedio de Santos Lugares, BA | Parámetros climáticos promedio de Santos Lugares, BA | Parámetros climáticos promedio de Santos Lugares, BA | Parámetros climáticos promedio de Santos Lugares, BA | Parámetros climáticos promedio de Santos Lugares, BA | Parámetros climáticos promedio de Santos Lugares, BA | Parámetros climáticos promedio de Santos Lugares, BA | Parámetros climáticos promedio de Santos Lugares, BA | Parámetros climáticos promedio de Santos Lugares, BA | Parámetros climáticos promedio de Santos Lugares, BA | Parámetros climáticos promedio de Santos Lugares, BA | Parámetros climáticos promedio de Santos Lugares, BA | Parámetros climáticos promedio de Santos Lugares, BA |
| Mes                                                  | Ene.                                                 | Feb.                                                 | Mar.                                                 | Abr.                                                 | May.                                                 | Jun.                                                 | Jul.                                                 | Ago.                                                 | Sep.                                                 | Oct.                                                 | Nov.                                                 | Dic.                                                 | Anual                                                |
| ---------------------------------------------------- | ---------------------------------------------------- | ---------------------------------------------------- | ---------------------------------------------------- | ---------------------------------------------------- | ---------------------------------------------------- | ---------------------------------------------------- | ---------------------------------------------------- | ---------------------------------------------------- | ---------------------------------------------------- | ---------------------------------------------------- | ---------------------------------------------------- | ---------------------------------------------------- | ---------------------------------------------------- |
| Temp. máx. abs. (°C)                                 | 40.7                                                 | 38.8                                                 | 38.1                                                 | 36.6                                                 | 31.4                                                 | 28.9                                                 | 30.3                                                 | 34.4                                                 | 35.6                                                 | 34.1                                                 | 37.1                                                 | 41.2                                                 | 41.2                                                 |
| Temp. máx. media (°C)                                | 29.2                                                 | 28.4                                                 | 24.9                                                 | 20.7                                                 | 18.0                                                 | 14.3                                                 | 12.0                                                 | 15.1                                                 | 17.5                                                 | 21.7                                                 | 24.5                                                 | 28.5                                                 | 21.2                                                 |
| Temp. media (°C)                                     | 23.9                                                 | 22.8                                                 | 20.5                                                 | 16.4                                                 | 13.5                                                 | 10.2                                                 | 8.2                                                  | 10.7                                                 | 13.4                                                 | 16.9                                                 | 19.8                                                 | 23.5                                                 | 16.7                                                 |
| Temp. mín. media (°C)                                | 18.7                                                 | 17.3                                                 | 16.1                                                 | 12.1                                                 | 9.1                                                  | 6.2                                                  | 4.5                                                  | 6.4                                                  | 9.3                                                  | 12.1                                                 | 15.2                                                 | 18.5                                                 | 12.1                                                 |
| Temp. mín. abs. (°C)                                 | 5.8                                                  | 4.2                                                  | 2.3                                                  | -2.5                                                 | -4.1                                                 | -5.6                                                 | -5.4                                                 | -4.4                                                 | -2.3                                                 | -1.8                                                 | 2.4                                                  | 4.1                                                  | -5.6                                                 |
| Precipitación total (mm)                             | 118.5                                                | 116.9                                                | 150.7                                                | 107.2                                                | 91.9                                                 | 50.3                                                 | 51.4                                                 | 59.9                                                 | 76.7                                                 | 138.1                                                | 132.4                                                | 104.3                                                | 1198.3                                               |
| Días de precipitaciones (≥ )                         | 6                                                    | 8                                                    | 12                                                   | 10                                                   | 7                                                    | 7                                                    | 6                                                    | 7                                                    | 8                                                    | 9                                                    | 10                                                   | 6                                                    | 96                                                   |
| Horas de sol                                         | 270                                                  | 240                                                  | 190                                                  | 175                                                  | 170                                                  | 135                                                  | 140                                                  | 175                                                  | 180                                                  | 215                                                  | 255                                                  | 260                                                  | 2405                                                 |
| Humedad relativa (%)                                 | 65                                                   | 68                                                   | 71                                                   | 69                                                   | 75                                                   | 75                                                   | 70                                                   | 72                                                   | 79                                                   | 81                                                   | 73                                                   | 69                                                   | 72.3                                                 |
| Fuente: Servicio Meteorológico Nacional              |                                                      |                                                      |                                                      |                                                      |                                                      |                                                      |                                                      |                                                      |                                                      |                                                      |                                                      |                                                      |                                                      |

### Nevadas
Durante los días 6, 7 y 8 de julio de 2007, se produjo la entrada de una masa de aire frío polar, como consecuencia de esto el lunes 9 de julio, la presencia simultánea de aire muy frío, tanto en los niveles medios de la atmósfera como en la superficie, dio lugar a la ocurrencia de precipitación en forma de aguanieve y nieve conocida como nevadas extraordinarias en la Ciudad de Buenos Aires ya que esto ocurrió prácticamente en todo Buenos Aires y demás provincias. Fue la tercera vez en la que se tiene registro de una nevada en la localidad, las anteriores veces fueron en los años 1912 y 1918.

### Población
Tras el censo realizado por Indec en 2022, se registraron un total de 19,298 habitantes en un total de 8130 hogares de la ciudad, cubriendo una zona de 1,7km.

## Habitantes destacados

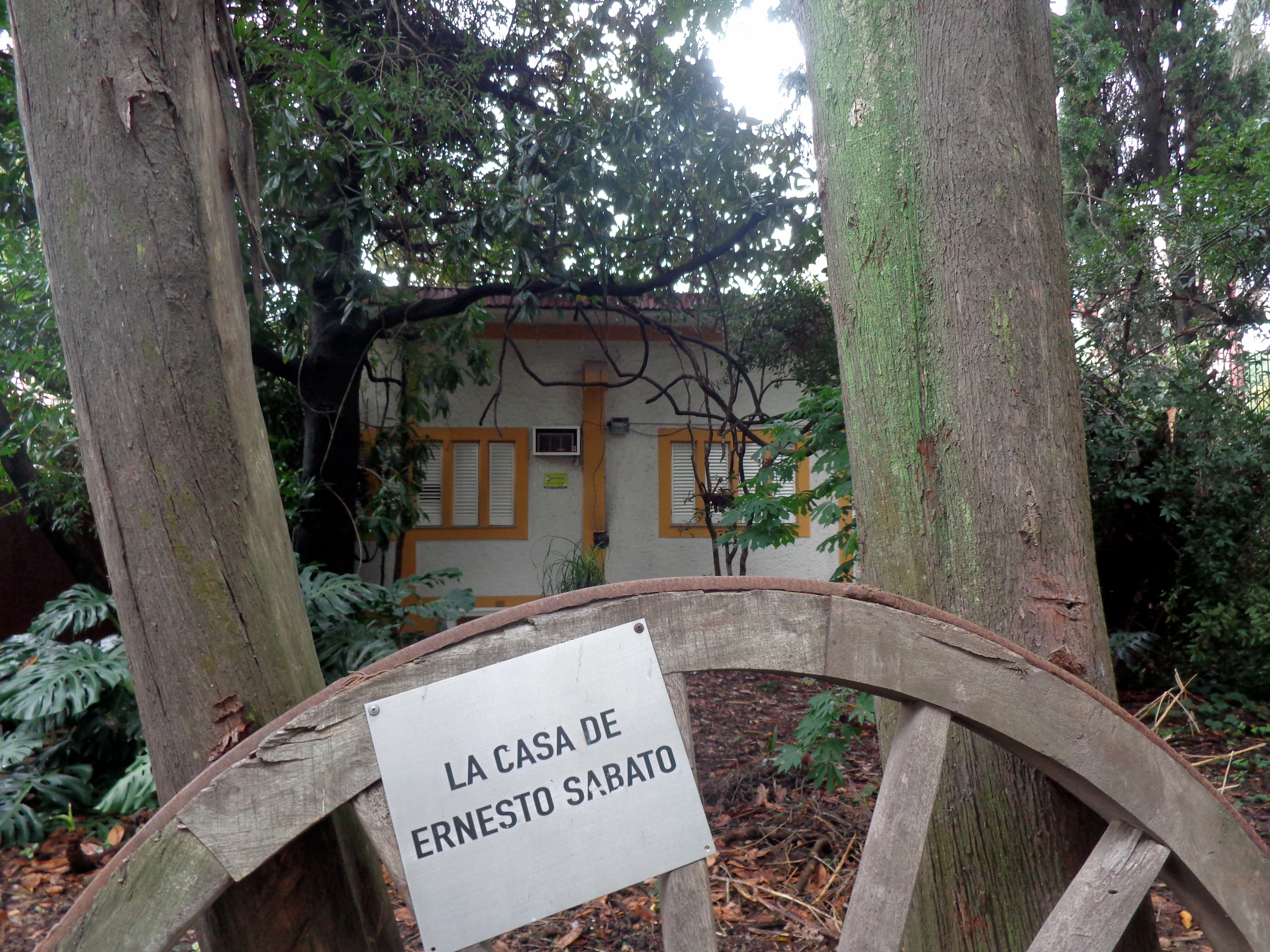
Casa Museo Ernesto Sabato, ubicada en Ernesto Sábato 3135.

- Casa Museo Ernesto Sabato, ubicada en Ernesto Sábato 3135.Miguel C. Rodriguez, periodista, fundador de la "Autonomía", primer diario del partido de tres de febrero, residió en Santos Lugares.
- Ernesto Sabato (1911-2011), escritor argentino; vivió en esta localidad ―sobre la calle Severino Langeri 3135, a pocas manzanas de la estación de ferrocarril, frente al Club Defensores de Santos Lugares― desde 1945 hasta su fallecimiento en 2011. Actualmente funciona allí la Casa Museo Ernesto Sabato, que recuerda al escritor. Allí se puede visitar el paredón en el que ―según Sabato― fueron fusilados Camila O'Gorman y el cura Uladislao Gutiérrez, pero el paredón no se encontraba en el actual Santos Lugares (donde en 1848 solo había chacras) sino que se encontraba a unos 3 km al noreste, en Santos Lugares de Rosas
- Carlos Brizzola (1956-), exfutbolista argentino que se desempeñaba de delantero.
- Marcelo R. Ceberio (1957-), psicólogo e investigador argentino; nació y vivió en esta localidad.
- Gerardo Salorio, (1959-) preparador físico, ganó junto a la Selección de fútbol sub-20 de Argentina cinco mundiales y tres sudamericanos.
- Ricardo "Chofa" Moreno (1960-1984) guitarrista argentino, fundador de la banda de rock V8 junto a Ricardo Iorio.
- El Pepo (1972-), cantante argentino de cumbia que vivió en Tigre y más tarde se estableció en el barrio.
- Javier Bustillos (1997-), futbolista argentino que se desempeña como arquero.

## Educación y tecnología
En el año 2020 se impulsó una aplicación independiente llamada Santos Lugares App, que está hecha para mostrar los negocios más importantes del barrio teniendo la posibilidad de contactarse con ellos desde la aplicación. Los comercios están divididos por rubros para un rápido acceso a los mismos. Se proclama como Un servicio muy útil y gratuito.
En el barrio se encuentra ubicada la Escuela Técnica N°1: Manuel Belgrano, en la cual se promueve un amplio impulso a la tecnología ya que los estudiantes tienen la posibilidad de cursar las tecnicaturas de Programación e Informática, con previas pasantías de profesionalización del estudiante.

## Parroquias de la Iglesia católica en Santos Lugares

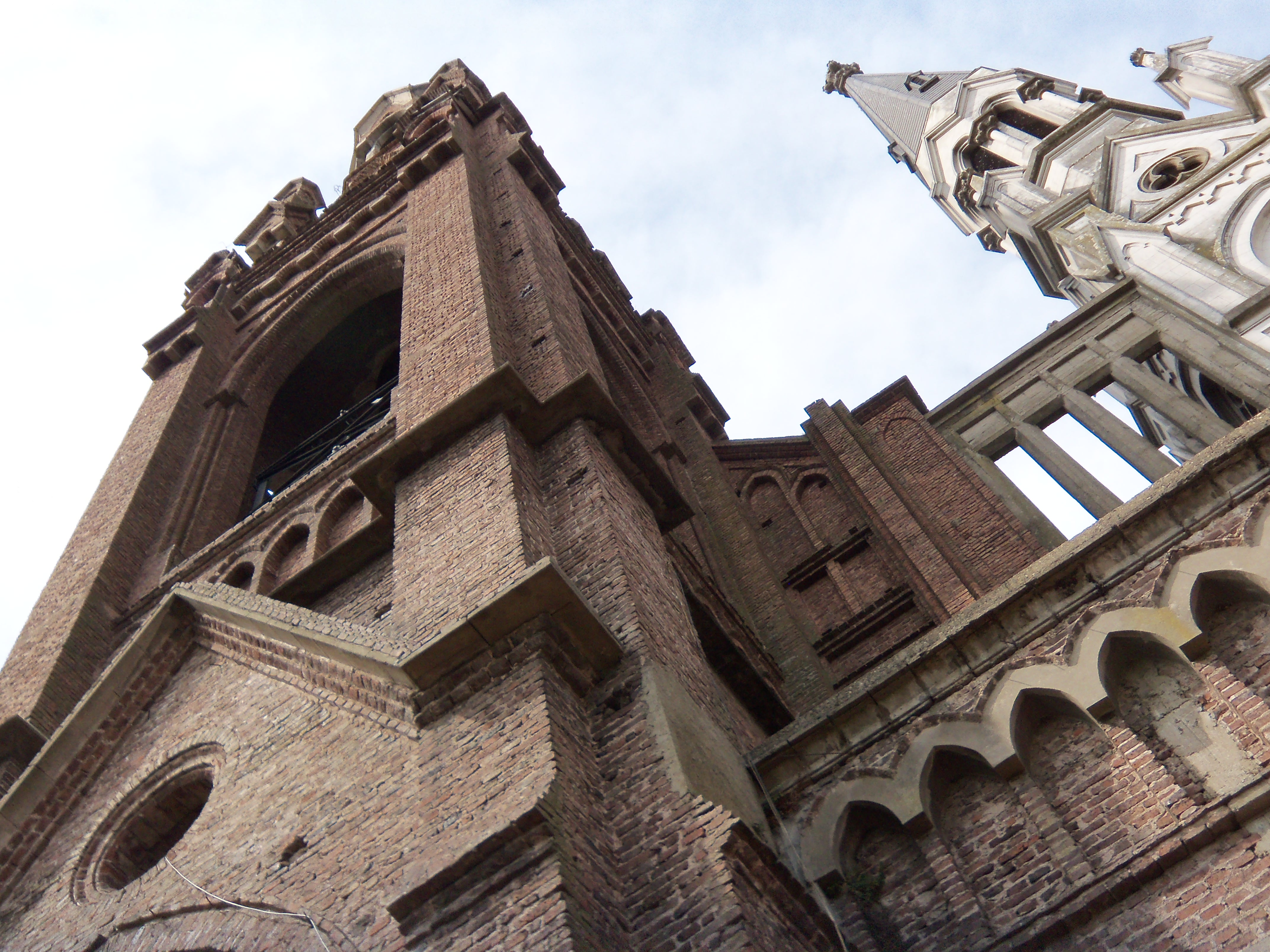
Iglesia de Nuestra Señora de Lourdes

| Diócesis  | San Martín                |
| --------- | ------------------------- |
| Parroquia | Nuestra Señora de Lourdes |
| Capilla   | Santa Bernardita          |

## Ciudades Hermanas
- Ivánovo [1]
- Reino [1]